# Salvador López Chávez
Salvador López Chávez nació el 10 de agosto de 1915 en San Gabriel, Jalisco y falleció el 21 de julio de 1976 en Guadalajara, Jalisco.  Fue un empresario jalisciense reconocido internacionalmente por su modernización en la producción de calzado. Fundador y director de la marca Calzado Canadá entre 1940 y 1976. Además fue presidente de la Cámara de la Industria del Calzado del Estado de Jalisco por cuatro periodos entre 1952 y 1963 y  presidente de la Cruz Roja Mexicana  de 1971 a 1974. Fue fundador del Club de Industriales de Jalisco  en 1963 y presidente y miembro distinguido de Ejecutivos de Ventas y Mercadotecnia el año de 1965.

## Biografía

### Primeros años
Salvador López Chávez, fue hijo único de don Aurelio López Núñez (zapatero) y Tomasa Chávez (ama de casa). Vivió sus primeros años en el pueblo de San Gabriel, Jalisco donde cursó cuatro años de educación primaria y donde aprendió el oficio de zapatero. En 1925 la familia López Chávez decide trasladarse a la capital del estado, Guadalajara.
Durante su adolescencia, recorre algunos estados de la república y llega hasta la frontera norte, a la edad de 17 años cruza hacia los Estados Unidos de América; forzado por las difíciles condiciones recurrió a dormitorios públicos y trabajó en campos algodoneros.
Tiempo después regresa a México, concretamente al Distrito Federal (actualmente Ciudad de México), para trabajar como obrero en la Fundición Nacional de Artillería, específicamente en la “Dependencia Materiales de Guerra”, es ahí donde se familiariza con el uso de maquinaria.
Más adelante estuvo en la Cooperativa Mecánico Industrial en la fabricación de implementos agrícolas, donde llegó a ser jefe de producción. Después fue comisionado como agente viajero en la venta de arados para las labores del campo.
Para 1939 vuelve a Guadalajara, para incorporarse al taller de su padre.

### Calzado Canadá
En junio de 1940 mudan el taller a un lugar más espacioso y decide invertir  los ahorros  de su trabajo en el extranjero, en  tres máquinas de coser, un banco para acabado, algunas herramientas y un poco de saldos de piel y de vaqueta. El día 13 de julio de 1940 inicia formalmente actividades la empresa Calzado Canadá; su forma revolucionaria de hacer y vender calzado en México, logró elevar la producción de una docena de pares a la semana a cientos en el mismo periodo.
Para la década de los cincuenta, Calzado Canadá se convirtió en el consorcio zapatero número uno de Latinoamérica, debido a que Salvador López Chávez integró  todos los procesos, desde la elaboración de materias primas, pasando por la fabricación misma del calzado, así como su publicidad y sus puntos de venta.
Implementó un sistema de control de cómputo de la empresa IBM para obtener un registro diario y preciso de todo el proceso de fabricación, almacenamiento, distribución, venta y posventa, fue el primer empresario de calzado en aplicar este sistema tan avanzado y costoso.
Para 1972 abrió la planta más grande y última de la compañía, llamada Jardín Industrial CANADÁ.
En la década de los ochenta, Calzado Canadá fabricaba 65,000 pares por día, contando con 27,000 trabajadores en todo el consorcio.

### Consolidación como empresario
Don Salvador logró un posicionamiento muy importante en todo el país y fuera del mismo, reconocido por empresarios del calzado internacional como Thomas Bata, padre e hijo dueños de Calzado Bata; la familia Dassler (ADIDAS); el señor Charles Jourdan, propietario de la marca más prestigiosa en el calzado para dama de alta moda de aquella época; J.J. McKennsy, director general de la firma Florsheim de Chicago y muchos más.
Algunos de sus negocios fueron: 
- Publicidad Organizada de Occidente
- Consorcio Publicitario
- Creaactividad
- Canadá Polímeros Industrializados
- Hulera del Bajío
- Curte Cueros CANADA
- CANADA SHOE MEXICANA, con sede en California, EUA. (Puntos de Venta)
- CANADA MIKEY, con sede en San José, Costa Rica, C.A. (Fabricación y Puntos de Venta)
- Planta ADIDAS
- Planta Charles Jourdan
- Planta PANORAMA (Planta Abascal y Souza)
- Planta Playol
- Planta LAGOS (Lagos de Moreno, Jal.)
- Carrara Mexicana (Mármoles)
- Automovilística Plaza del Sol
- CANADA Inmobiliaria
- Constructora CANADA
- Radiodifusora XEED (Ameca, Jal.)
- Participación Accionaria en Canal 6 de Televisión (Guadalajara)
- Banco Popular
- Financiera Popular
- Tenería Regiomontana
- Zapatería Dos Más Dos

### Cámara del Calzado del Estado de Jalisco
Ante un clima de agitación obrera que se vivía en 1942, los zapateros de Guadalajara echaron a andar una organización con reconocimiento oficial a nivel federal para defender sus intereses.
El 30 de junio de 1942 la Secretaría de la Economía Nacional autorizó la constitución de la Cámara Regional de la Industria del Calzado de Guadalajara, siendo la segunda cámara especializada en la capital tapatía, la primera fue la Cámara de la Industria Metálica de Guadalajara. 
30 años más tarde en 1973, el nombre cambiaría integrando a todo Jalisco, denominándose desde entonces Cámara de la Industria del Calzado del Estado de Jalisco (CICEJ).
Fue presidente de la Cámara Nacional del Calzado en dos ocasiones 1956 y 1957; y presidente de la Cámara del Calzado del Estado de Jalisco, ahora CICEJ, cuatro años 1952, 1953, 1955 y 1963. 

### Cruz Roja Mexicana
Salvador López fue presidente de la  Cruz Roja Mexicana de Guadalajara en 1956. 
Fundó la Cruz Roja de la Juventud en 1966.
Fue nombrado presidente de la Cruz Roja Mexicana el 13 de enero de 1971, una noche antes del evento protocolario tuvo un accidente que le impidió su asistencia; en su lugar, su hija Sandra, participó en el evento, aceptando el cargo y presentando el discurso que su padre había escrito para la ocasión.
Realizó diferentes actividades, estableció programas sociales, renovó las ambulancias, en reunión con el presidente Luis Echeverría le solicitó presupuesto para amueblar y actualizar el equipo de la Cruz Roja y le fue concedido. Fue comisionado como delegado de la Cruz Roja Mexicana para ir a Bogotá, Colombia, en 1966. Se mantuvo en labores hasta el fin de su gestión en 1974.
En Cruz Roja Mexicana fue presidente de los organismos local y nacional; fue también director de la Reunión Internacional de la Cruz Roja, tiempo en el que se encontraba ya con un estado de salud quebrantado. Asesor del Comité Organizador de la 7ª. Convención Nacional de la Cruz Roja y 4ª. Reunión de Presidentes de Norte y Centro América y Seminario Técnico de la Cruz Roja 1969 en la Ciudad de México.

### Últimos años
A causa de una caída que provocó una fractura en el fémur, la salud de don Salvador fue decayendo. Fue internado en la Ciudad de México, donde permaneció activo en sus actividades empresariales y altruistas, al grado de acudir junto a los voluntarios de la Cruz Roja para apoyar en la organización de los rescates en una tromba que cayó en la ciudad de Pachuca.
En 1974 dentro del Jardín Industrial CANADA, mandó construir una casa de "interés social", similar a las que habitaban la mayoría de los obreros, en sus palabras "quería conocer las características en que residía su gente…". En ella se alojó y vivió hasta su muerte el 21 de julio de 1976 a la edad de 60 años como consecuencia de un paro cardíaco.

## Vida personal
En su vida privada Salvador López Chávez fue muy discreto. Tuvo 9 hijos, su primogénita Sandra López Benavides y 8 con su esposa la señora Enriqueta Rocha Bracamontes: Lucía, Teresa, Marcela, Tomás, Carmen, Gabriela, Aurelio y Laura López Rocha. La mayoría de ellos se involucraron en los negocios familiares y hasta la fecha conservan su legado.

## Nombramientos y cargos honoríficos
El 25 de noviembre de 1963 se constituye el Club de Industriales de Jalisco, fundado por Salvador López Chávez, presidido por el licenciado Ernesto Gómez Ibarra y como vicepresidente al mismo don Salvador. Con el objetivo de recibir y atender a hombres de negocios, ubicado en el Condominio Guadalajara, primer edificio de altura en la ciudad con su espectacular escalera redonda de mármol, que era símbolo de la modernidad en Jalisco.
En el panorama nacional, Salvador López Chávez llegó a ser: 
- Primer consejero jalisciense del Banco Nacional de México –posteriormente Citibanamex– en tiempos de don Agustín Legorreta padre, en los años sesenta.

- Presidente y miembro distinguido de la Asociación de Ejecutivos de Ventas y Mercadotecnia de Guadalajara. Ejecutivo Nacional año 1965, de la Confederación Mexicana de Ejecutivos de Ventas.[9]

- Presidente Honorario Vitalicio de la Cámara Regional de la Industria del Calzado de Guadalajara.

- Representante de la Cámara Regional de la Industria del Calzado en la Convención Mundial de Cámaras Internacionales de Comercio.

- Enviado especial de las Cámaras de la Industria del Calzado, ante las Cámaras Industriales de Italia, Alemania, España y Sudamérica.

- Miembro del Comité Regulador de la importación de Cueros.

- Promotor e iniciador de las exhibiciones Nacionales de Calzado.

- Miembro del Comité Organizador de: 1a., 2a., y 3a., Feria del Hogar, teniendo a su cargo la sección de calzado y prendas de vestir.

- Miembro de la Comisión de Mercados extranjeros de la Concamin y representante de las Cámaras de Calzado ante esta Institución.

- Miembro del Comité de Estudios Técnicos de la Industria del Calzado.

- Representante de las Industrias del Calzado ante el Comité del Cuero.

- Director del Consejo de Fomento Económico del Estado de Jalisco.

- Presidente del Consejo Directivo de Televisión Tapatía, S.A.

- Vicepresidente de la Comisión de Estudios Académicos de la Universidad Autónoma de Guadalajara.

- Miembro de la Junta Coordinadora de la Iniciativa Privada.

- Consejero de la Cámara Americana de Comercio en México en Guadalajara.

- Vicepresidente de Joyce Mexicana, S.A.

- Consejero de la Compañía Siderúrgica de Guadalajara, S.A.

- Consejero de Recuperadora de Cuero, S.A.

- Consejero de Fomento Inmobiliario Tapatío, S.A.

- Presidente de Carrara Mexicana, S.A.

- Presidente de Automovilística Plaza del Sol, S.A.

- Presidente de Hulera del Bajío, S.A.

- Presidente del Banco Popular, S.A.

- Presidente de Financiera Popular, S.A.

## Reconocimientos
El 23 de junio de 1978 el Ayuntamiento de Guadalajara encabezado por el C. Presidente Municipal, licenciado Guillermo Reyes Robles, tomó la determinación de cambiar el nombre de la calle Francisco Ramírez, por el de Salvador López Chávez como reconocimiento a su trayectoria. Dicha calle nace en la Calzada a Tlaquepaque y termina en la Avenida Dr. Roberto Michel.
También se decidió que, el jardín que se encuentra entre las calles de los Ríos Po, Juchipila, Tuxpan y la propia calle Francisco Ramírez,  llevara el nombre de Jardín Salvador López Chávez, ahora conocido como Parque Filipinas.
Por otra parte, en el centro del municipio de San Gabriel, donde nació don Salvador, se denominó una calle con su nombre.
En 2015, en el centenario de su natalicio la Cámara de la Industria Nacional de Calzado del Estado de Jalisco (CICEJ), le rindió un homenaje por las aportaciones que hizo a la industria jalisciense.